# Raül Romeva i Rueda
Raül Romeva i Rueda (Madrid, 12 de març del 1971) és economista, doble doctor (en Relacions Internacionals i en Ciències de l'Educació i l'Esport), escriptor, analista i polític català. Va ser conseller d'Afers Exteriors, Relacions Institucionals i Transparència de la Generalitat de Catalunya (2016-2017). Va ser destituït el 28 d'octubre de 2017, pel govern de l'estat espanyol en aplicació de l'article 155 de la Constitució espanyola de 1978.
Ha estat diputat al Parlament Europeu (2004-2014) per Iniciativa per Catalunya Verds, adscrit al Grup Parlamentari Verds/ALE diputat al Parlament de Catalunya des de 2015, on es va presentar com a cap de llista per la circumscripció de Barcelona de la candidatura independentista de Junts pel Sí, i Senador a les Corts espanyoles (24 hores, l'any 2018).
El 14 d'octubre de 2019, el Tribunal Suprem de l'estat espanyol va emetre la sentència del procés, que el va condemnar a 12 anys de presó i d'inhabilitació pels delictes de sedició i malversació. Des de gener de 2024 és President de la Fundació Josep Irla.

## Família
Raül Romeva és marit de la també política Diana Riba i té dos fills, l'Elda i el Noah.
Està emparentat amb Pau Romeva, un dels fundadors d'Unió Democràtica de Catalunya, que era cosí del seu avi i, per tant, és cosí de Pau Riba, Mercè Riba i Carles Riba i oncle valencià de Caïm Riba.

## Biografia

### Infantesa i joventut
Va viure dels 9 als 22 anys a Caldes de Montbui (Vallès Oriental), on el pare era director de la granja escola Torre Marimon, propietat de la Diputació de Barcelona. Com a calderí, era membre de la Colla de Bastoners i de l'Esbart dansaire, a banda de nedador del Club Natació de Caldes (més endavant, va ser-ho del Club Natació Sabadell). A Caldes, va conèixer Pepe Beúnza –el primer objector de consciència de l'estat– i Daniel López, els quals el van empènyer a defensar els postulats no violents. Amb 22 anys, es va establir a Sant Cugat del Vallès, on viu amb Diana Riba, la seva parella, i els seus dos fills. És membre dels Castellers de Sant Cugat, els Gausacs.

### Investigació
És doctor en relacions internacionals i llicenciat en ciències econòmiques per la Universitat Autònoma de Barcelona (UAB).
Entre 1993-1994, va entrar en contacte amb el conflicte de Bòsnia i Hercegovina participant en iniciatives de suport a la població refugiada als camps de refugiats a Croàcia. Des d'octubre del 1995 fins a agost del 1996, va ser l'ajudant principal de Colin Kaiser, representant de la UNESCO a Bòsnia i Hercegovina, on va treballar com a responsable del programa educatiu i de promoció del programa de Cultura de Pau de la UNESCO. Va ser també supervisor de l'OSCE per a les eleccions a Bòsnia i Hercegovina els anys 1996 i 1997.
Ha estat professor associat de Relacions Internacionals a la UAB (1994-1995 i 1996-2002), investigador sobre pau i desarmament al Centre UNESCO de Catalunya i coordinador de campanyes de desarmament i prevenció de conflictes armats d'Intermón-Oxfam (1998-1999).
Els seus àmbits d'interès acadèmic son, a banda de la pau i el desarmament, el Bé Comú, el republicanisme cívic, la prospectiva, les relacions internacionals, i des de fa uns anys ha incrementat la seva recerca a temes relacionats amb l'esport, en la seva dimensió social, institucional i educativa, fins al punt de fer-ne una tesi doctoral, la primera que es fa des d'un presó (L’esport i l'activitat física als centres penitenciaris de Catalunya. Entreteniment, rehabilitació o transformació? Una mirada axiològica des del republicanisme cívic, Universitat Ramon Llull, 2022).

### Activitat política
La seva militància en Iniciativa per Catalunya Verds (ICV) comença a l'agrupació de Caldes de Montbui (Vallès Oriental) l'any 1989. El 1994 i el 1999, va ser candidat al Parlament Europeu en les llistes d'ICV, en les quals l'any 2004 va ser elegit eurodiputat, càrrec que ocupà fins al 2014. En aquest període, va ser considerat el polític més actiu de l'Eurocambra en fer més de 1.600 intervencions, entre preguntes i mocions. Malgrat que la intenció era presentar-se en una posició simbòlica a la llista d'Europe Écologie-les Verts de José Bové, finalment no fou així.

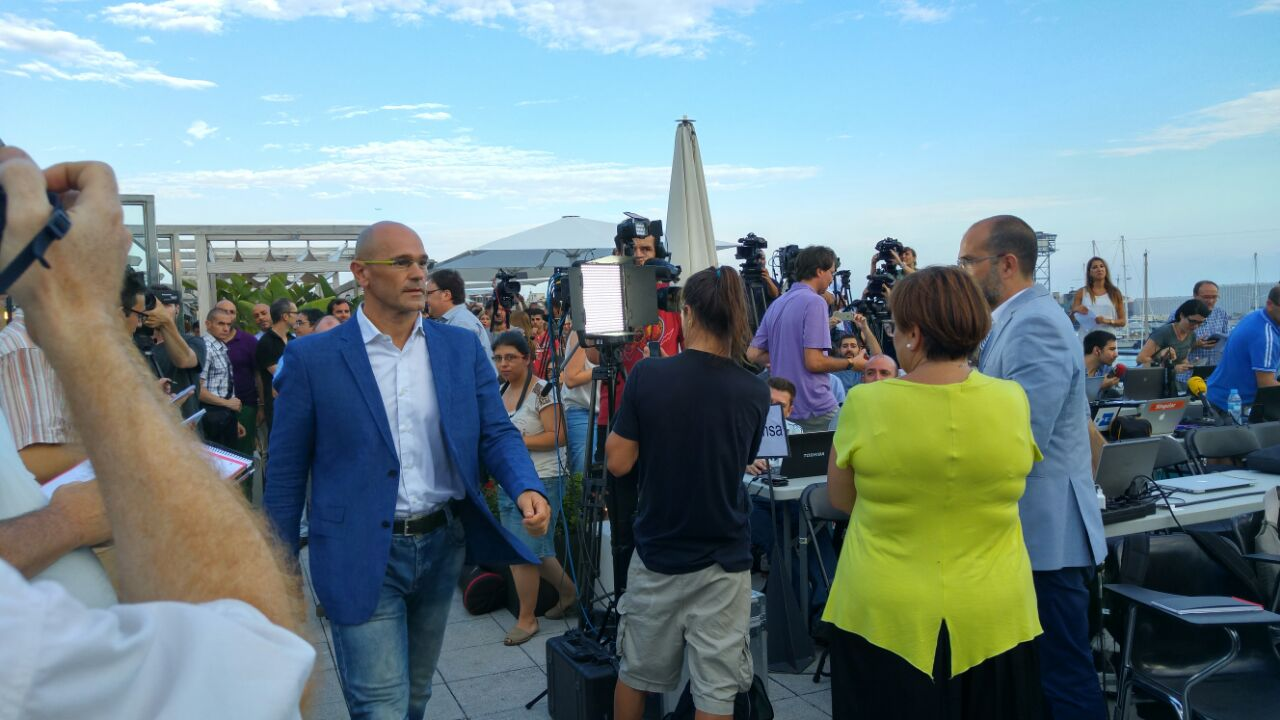
Raül Romeva entrant a l'acte de presentació de Junts pel Sí

És analista investigador sobre conflictes armats i rehabilitació postbèl·lica a l'Escola de Cultura de Pau de la UAB. També és el responsable d'Òmnium Cultural de la campanya unitària Ara és l'hora, que impulsen Òmnium i l'Assemblea Nacional Catalana. El 15 de juliol del 2015, es va fer públic que encapçalaria la coalició independentista Junts pel Sí en les eleccions del 27 de setembre del 2015. Junts pel Sí va obtenir 62 escons al Parlament de Catalunya, amb més d'un milió i mig de vots. Però no van assolir la majoria absoluta que els permetés governar sense el suport de la CUP.
El 13 de gener de 2016, el president de la Generalitat, Carles Puigdemont el va nomenar conseller d'Afers Exteriors, Relacions Institucionals i Transparència de la Generalitat. Va prendre possessió del càrrec el 14 de gener, esdevenint el primer membre del Govern de Catalunya en ocupar la cartera d'Afers Exteriors.
El 27 d'octubre de 2017, després que el Parlament de Catalunya proclamés la República Catalana, el Senat va aprovar les mesures proposades pel govern a l'empara de l'article 155 de la Constitució Espanyola, entre elles la destitució del President de la Generalitat de Catalunya i tot el seu govern, inclòs Raül Romeva. Immediatament després, es va ser publicat en el Boletín Oficial del Estado.

### Presó
El 2 de novembre de 2017, vuit membres del Govern català (el mateix Raül Romeva, Oriol Junqueras, Jordi Turull, Josep Rull, Meritxell Borràs, Carles Mundó, Dolors Bassa i Joaquim Forn) i l'exconseller Santi Vila declararen davant la jutgessa de l'Audiència Nacional Carmen Lamela. El fiscal, Miguel Ángel Carballo, va sol·licitar presó incondicional per a tots els membres del Govern català inclòs Raül Romeva. El 4 de desembre va sortir en llibertat sota fiança després que la seva causa passés al Tribunal Suprem.
A les eleccions al Parlament de Catalunya de 2017 fou reescollit com a diputat per Esquerra Republicana de Catalunya. El dia 23 de març de 2018, el magistrat del Tribunal Suprem d'Espanya Pablo Llarena va ordenar el seu ingrés a presó, així com el de Jordi Turull, Carme Forcadell, Josep Rull i Dolors Bassa. També va emetre ordres de detenció europea i internacional per a gairebé tots els exiliats. Llarena va argumentar presó provisional incondicional sense fiança per als cinc després de considerar que hi havia risc de fuga i de reiteració dels delictes pels quals van ser processats. Al seu torn, Marta Rovira no es va presentar i es va exiliar fora del país.
Fou processat per rebel·lió i malversació de fons pel Tribunal Suprem espanyol. El 4 de juliol de 2018 va ser traslladat al Centre Penitenciari Lledoners. Des de llavors s'hi van realitzar diverses concentracions de suport a les portes del centre. L'1 de febrer de 2019 fou traslladat a la presó madrilenya de Soto del Real en un autocar de la Guàrdia Civil, per fer front al Judici que va començar el 12 de febrer, i que va acabar el 14 d'octubre de 2019 amb una sentència que imposava dures penes a la majoria de processats, i en concret, a Romeva, de 12 anys de presó i d'inhabilitació per sedició i malversació.

### Indult
El 23 de juny de 2021, juntament amb la resta d'empresonats en el judici al procés independentista català fou indultat de la pena de presó pel govern de Pedro Sánchez, que mantingué la inhabilitació establerta en la sentència, condicionat a no cometre cap delicte greu en els següents 6 anys, i immediatament fou posat en llibertat, juntament amb Oriol Junqueras, Jordi Sànchez, Jordi Turull, Josep Rull i Joaquim Forn, que també complien condemna al Centre Penitenciari Lledoners, Carme Forcadell, que complia condemna al Centre Penitenciari de Dones de Barcelona i Dolors Bassa que complia condemna al Centre Penitenciari Puig de les Basses.

## Publicacions
- 1997 — Pau i seguretat a Europa: prevenció de conflictes armats a l'Europa de la postguerra freda (Centre UNESCO: 1997)
- 1999 — Bòsnia-Hercegovina: lliçons d'una guerra (Centre UNESCO: 1998)[22] ISBN 9788489622609
- 2000 — Desarme y desarrollo: claves para armar conciencias (Intermón Oxfam: 2000) ISBN 9788489970724
- 2003 — Bosnia en paz: lecciones, retos y oportunidades de una posguerra contemporánea (Catarata: 2003) ISBN 84-8319-158-X[23]
- 2003 — Guerra, posguerra y paz: pautas para el análisis y la intervención en contextos posbélicos o postacuerdo (Icaria: 2003) ISBN 978-84-7426-652-8
- 2012 — Sayonara Sushi (novel·la) (Plaza & Janés / Rosa dels Vents 2012) ISBN 9788401388002
- 2013 — Retorn a Shambala (novel·la) (Rosa dels Vents 2013) ISBN 9788401389153
- 2014 — Som una nació europea (i una carpeta incòmoda): Catalunya vista des d'Europa (Rosa dels Vents 2014) ISBN 9788415961338
- 2015 — Pont de cendra (Ara Llibres 2015) (novel·la)
- 2016 — Les aventures d'en Nao, el nen llenguado (Ed La Galera 2016) (novel·la infantil)
- 2019 — Esperança i llibertat (Ed. Ara Llibres, 2019) (assaig)
- 2019 — Esperanza y libertad (Ed. Ara Llibres, 2019) (ensayo)
- 2019 — Des del banc dels acusats (Ed. Ara llibres, 2019) (assaig il·lustrat)
- 2020 — Ubuntu. La república del Bé Comú (Premi d'Assaig Irla 2020, Ed. Angle) (assaig)
- 2022 — A l'altra banda del mur. Repensar les presons per millorar la societat (Ed. Ara Llibres, 2022) (assaig)
- 2022 — Pres (Ed. Stonberg, Col·lecció Zura, 2022) (poesia)